# Cegielnia (Grabowo)
Cegielnia – część wsi Grabowo w Polsce, położona w województwie mazowieckim, w powiecie przasnyskim, w gminie Przasnysz. 
W latach 1975–1998 Cegielnia należała administracyjnie do województwa ostrołęckiego.
Cegielnia wchodzi w skład sołectwa Grabowo. Wierni Kościoła rzymskokatolickiego należą do parafii św. Stanisława Biskupa w Świętym Miejscu.